# Aethes kyrkii
Aethes kyrkii is een vlinder uit de familie bladrollers (Tortricidae). De wetenschappelijke naam is voor het eerst geldig gepubliceerd in 2003 door Itamies & Mutanen.
De soort komt voor in Europa.